# Herdyn
Herdyn, vlastním jménem Pavel Mikeš (* 31. srpna 1991 Třebíč), je český streamer, youtuber a komentátor, jeden z čelných představitelů vysílající na platformě Twitch.tv na území České republiky. V minulosti působil také jako profesionální hráč videohry League of Legends. Na serveru YouTube vlastní kanál Herdyn.

## Život a kariéra
Narodil se v roce 1991 v Třebíči. Po absolvování Gymnázia Třebíč začal studovat na Fakultě informatiky Masarykovy univerzity obor Sociální informatika, studium vysoké školy ale nedokončil.
Od roku 2022 do roku 2025 byl ženatý se streamerkou Mielle, má také o 15 let starší sestru.

### E-sport
Videohry hrál již od dětství, mezi prvními byly například Wolfenstein, Gothic II, Ragnarok Online, Lineage II nebo World of Warcraft. V mládí se pravidelně zúčastňoval různých videoherních LAN party, na kterých hrál převážně hru World of Warcraft. Později začal hrát také hru League of Legends. V té po asi půl roce aktivního hraní začal hledat profesionální kariéru. Kontaktoval kapitána e-sport teamu eSuba, ve kterém zrovna probíhal nábor nových hráčů. Herdyn se tak stal v dubnu 2011 členem týmu, po odchodu kapitána se navíc stal sám jeho kapitánem. V roce 2011 se s týmem zúčastnil turnaje Euro Championship v Polsku.
Na počátku roku 2012 začal streamovat na platformě Twitch.tv, přičemž vysílal hlavně zápasy svého týmu ve hře League of Legends. V říjnu 2012 vydal první díl série WoLe (Week of Legends), ve kterém reportoval z aktuálního dění v jeho e-sportovém týmu. V tomtéž měsíci vyhrál se svým týmem ve hře League of Legends Mistrovství České republiky 2012.
V únoru 2013 vyhrál se svým týmem ve hře League of Legends také turnaj PragoFFest, o měsíc později vyhrál mezinárodní turnaj Copenhagen Games 2013 v dánské Kodani a v říjnu 2013 pak se svým týmem titul mistra České republiky obhájil. V roce 2013 se kvalifikoval také na Mistrovství Evropy, na něm se nicméně s týmem neumístil. Na začátku roku 2014 s profesionálním hraním videohry skončil a začal se soustředit na tvorbu obsahu na platformách Twitch a YouTube.

### Působení na sociálních sítích
První let's play natočil ještě v roce 2013 ze hry Dark Souls, v rámci streamingu pokračoval převážně ve hraní hry League of Legends. Typickou pro něj byla mimo jiné jeho výbušná povaha a krátké záchvaty agresivity při herních neúspěších. Později začal na svých streamech často nosit různé kostýmy, čímž živá vysílání ozvláštnil. Zúčastnil se řady youtuberských akcí jako CraftCon, 4Fans, Utubering nebo Starfest. V březnu 2014 měl na svém YouTube kanále deset tisíc odběratelů. Ze série Week of Legends v červnu 2015 vyčlenil rubriku Kvík of the Week, která byla sestřihem nejlepších klipů z videoher pro daný týden. V roce 2018 ji opět zahrnul pod pořad Week of Legends.
V září 2015 začal účinkovat na stanici Óčko v pořadu Pařák, ve kterém rozebíral novinky ze světa videoher. Pořad skončil po 33 dílech v červnu 2016. V prosinci 2016 byl na stanici hostem MIXXXER show, v pořadu se objevil také v červenci 2021.
V roce 2016 se společně s youtubery Baxtrixem a Wedrym přestěhoval do bytu v Hostivicích. Na začátku roku 2017 se nicméně přestěhoval zpět do domu rodičů, kde má pro sebe vyhrazené vlastní patro. Na jaře 2017 byl zakládajícím členem e-sport týmu Play with Soul, se kterým se v červnu 2017 a prosinci 2017 zúčastnil československých turnajů Hitpoint Masters ve hře League of Legends, v prosinci 2017 se jeho tým umístil na třetím místě. Od roku 2018 své působení ve hře výrazně omezil, protože už jej tolik nenaplňovala. Místo ní hrál od začátku roku do léta aktivně hru Fortnite.
V listopadu 2019 byl jako čtvrtý hráč jmenován do síně slávy českého e-sportu. Účastní se řady různých videoherních událostí a turnajů, charitativních akcí a dalších projektů.
Během své kariéry spolupracoval s firmami jako Logitech, Xzone, DX Racer, Subway, DámeJídlo, MADMONQ nebo Pringles.
Na počátku září 2021 dosáhl na platformě Twitch při oslavách svých 30. narozenin pěti tisíc předplatitelů. O měsíc později přesáhl počet předplatitelů v rámci akce zvané SUBtember deset tisíc. K roku 2024 měl na platformě 730 tisíc sledujících, a co do absolutního počtu sledujících tak byl nejsledovanějším streamerem v Česku vůbec. V dubnu 2025 jej v tomto ohledu překonal s více než 780 tisíci sledujícími youtuber a streamer FattyPillow.
Před prezidentskými volbami v roce 2023 podpořil generála ve výslužbě Petra Pavla, zúčastnil se také jeho inaugurace. Před volbami s ním udělal rozhovor v rámci svého pořadu WoLe Show. Před parlamentními volbami v Česku v roce 2021 ve stejném pořadu udělal rozhovor také s předsedou České pirátské strany Ivanem Bartošem.

#### Přezdívka
V dětství používal přezdívky jako Nikita nebo Kamikaze, přezdívka Herdyn vznikla pak zcela náhodně, původně tak nicméně pojmenoval jednu ze svých postav ve videohře.

#### Kontroverze
Na platformě Twitch.tv mu byl opakovaně omezen přístup k vysílání (byl tzv. zabanován). Poprvé se tak stalo v srpnu 2016, když na streamu nedopatřením ukázal pornografii, v březnu 2018 pak použil urážlivý rasistický výraz. V květnu 2018 mu platforma zablokovala přístup k vysílání na jeden měsíc poté, co se během živého vysílání pozvracel, když se snažil vypít galon mléka. Další tzv. ban, tentokrát v délce trvání tří dnů, mu byl udělen v únoru 2019, když na streamu omylem ukázal nahotu. V tomtéž měsíci také nedopatřením najel svým vozem Audi na tramvajové koleje. V listopadu 2020 mu byl udělen další ban, když na streamu omylem ukázal gif s koňskými genitáliemi. V únoru 2024 na Herdynově streamu youtuber VladaVideos použil urážlivý rasistický výraz. Ban avšak nebyl udělen.
V roce 2019 jej obvinil youtuber Tary ze zničení figurky, která byla Herdynovi doručena a o které Herdyn tvrdil, že byla zničená již při doručení. Rozbitá nicméně přišla i dalším youtuberům.